# Polyalthia malabarica
Polyalthia malabarica là một loài thực vật thuộc họ Annonaceae. Nó được  Richard Henry Beddome mô tả năm 1869 dưới danh pháp Phaeanthus malabaricus. Năm 2015, Ian Mark Turner chuyển nó sang chi Polyalthia.

## Phân bố
Nó là loài đặc hữu của Ấn Độ. Loài này hiện đang bị đe dọa vì mất môi trường sống.

## Chủng
Gồm 2 chủng như dưới đây:
- Polyalthia malabarica var. malabarica
- Polyalthia malabarica var. longipedicellata